# TDI-двигун

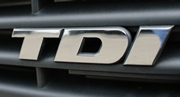
Шильда автомобіля з мотором TDI

TDI-двигу́н — тип дизельного двигуна. Варіанти розшифровки (англ.): Turbo Direct Injection або Turbodiesel Direct Injection — турбований дизельний двигун з безпосереднім (прямим) впорскуванням від концерну Volkswagen AG. Вважається найефективнішим автомобільним дизельним двигуном сучасності, з розрахунку вихідних потужності та крутного моменту на одиницю об'єму циліндрів та спожитого пального.
Назва TDI є запатентованою маркою власного продукту концерну Фольксваген. Цим двигуном оснащуються легкові автомобілі всіх дочірніх марок концерну (Audi, Seat, Škoda), позашляховики, мікроавтобуси та вантажівки. А також деякі моделі інших фірм, з котрими у концерну був тимчасовий контракт (наприклад Ford Galaxy, Volvo 850 TDI, Mitsubishi Grandis та Lancer, а також Chrysler Sebring та деякі ін.); двигун також використовується як корабельний.

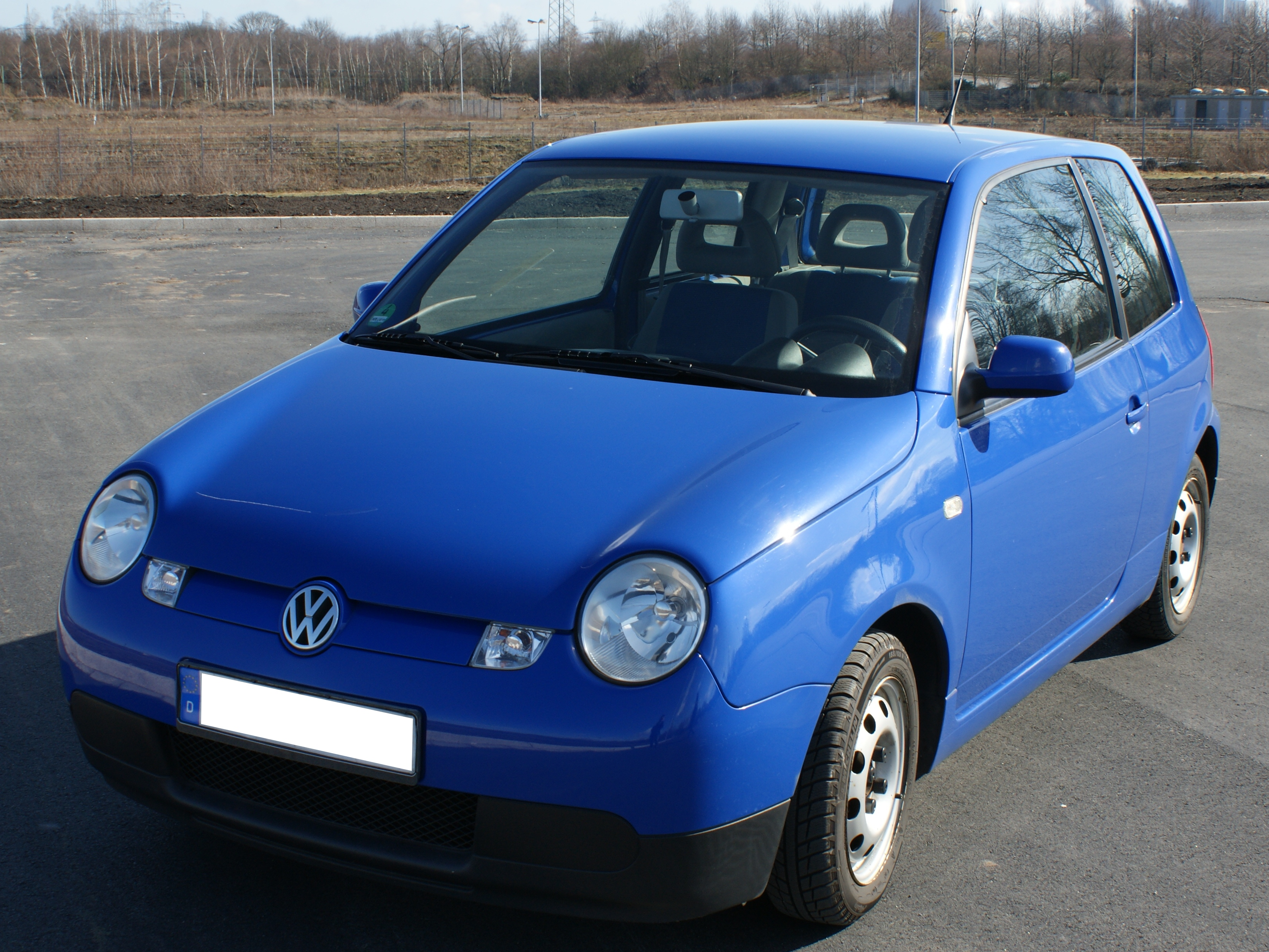
VW Lupo 3L - з найекономнішим двигуном серії: споживання до 3 л. пального на 100 км.

Розробка технології розпочалась в 1970-х роках. Першим серійним авто, оснащеним TDI-двигуном, став Audi 100 C3 (тип 44), презентований на Франкфуртському автосалоні—1989). TDI першої серії мав п'ятициліндровий рядний блок та робочий об'єм 2,5 л. (на базі VW-двигуна 827-серії) і видавав 88 кВт або 120 к.с. при максимальному крутному моменті в 260 Н·м/1800 об.
Найекономніший двигун технології TDI встановлений у 1999 році на моделі Volkswagen Lupo. Ця дизельна модифікація мала власну назву: Lupo 3L TDI і був розрекламований як «перше у світі серійне 3-літрове авто», роки виробництва 1999–2005. Трициліндровий мотор Lupo мав робочий об'єм 1,2 літри і дійсно споживав до 2,99 літрів дизельного пального на 100 км пробігу в економному режимі їзди. Досі жодній з фірм-конкурентів не вдалося поліпшити або досягти цього показника.

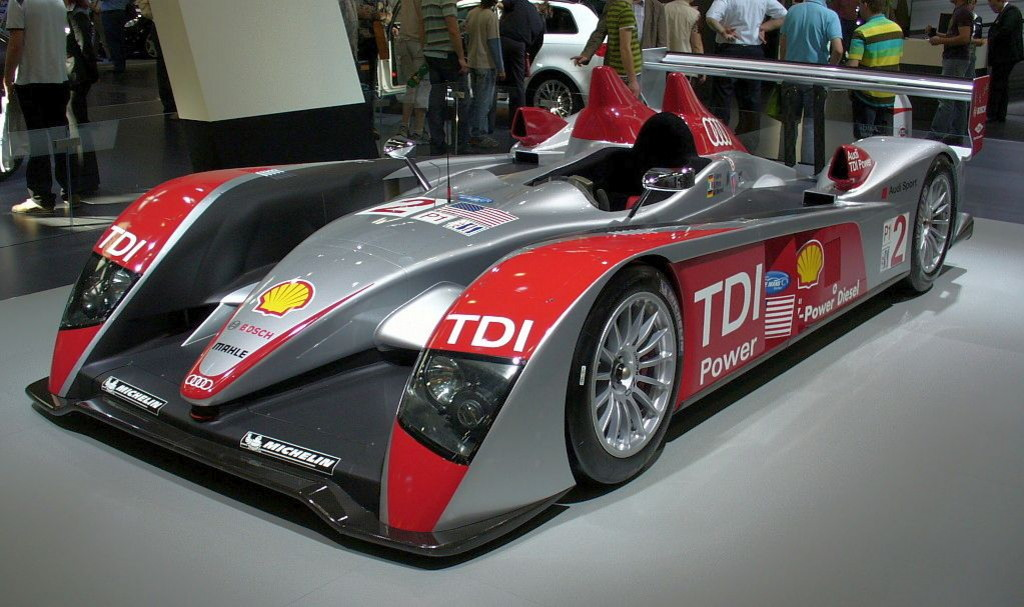
Audi R10 з TDI-двигуном об'ємом 5,5 л. та потужністю 646 к.с.

Один з найпотужніших та еластичних двигунів монтується на гоночній моделі Audi R10 TDI, що бере участь у перегонах Ле-Ман-серії. Двигун V12-конфігурації має робочий об'єм 5,5 л., його потужність сягає 475 кВт або 646 к.с.